# Hephaestus transmontanus
Hephaestus transmontanus är en fiskart som först beskrevs av Gerlof Fokko Mees och Kailola, 1977.  Hephaestus transmontanus ingår i släktet Hephaestus och familjen Terapontidae. Inga underarter finns listade i Catalogue of Life.